# Mexico Cricket Club
Mexico Cricket Club is een Mexicaanse voetbalclub uit Mexico-Stad. De club komt uit San Pedro de los Pinos, toentertijd nog een zelfstandige stad, maar intussen een stadsdeel van Mexico-Stad. 

## Voetbal
In 1902 was de club medeoprichter van de Liga Mexicana de Football Amateur Association, die als hoogste nationale voetbalklasse fungeerde. De club speelde eerste onder de naam Mexico Cricket Club San Pedro de los Pinos en werd onder deze naam ook kampioen in 1904. In 1905 werd de naam San Pedro Golf Club aangenomen en in 1906 Mexico Country Club. Hierna werd de voetbalafdeling uit de competitie teruggetrokken omdat de club zich meer op de golfsport ging toeleggen. De voetbalterreinen werden later nog door CF México gebruikt. 

### Erelijst
Landskampioen
1904

## Cricket
Nadat het voetbal in de club verdween werd er kort daarna ook geen cricket meer gespeeld. Maar niet enkel in deze club maar in heel Mexico. Pas in 1962 werd er weer cricket gespeeld en de club werd een toonaangevende club in Mexico.